# Jolanta Mrotek
Jolanta Mrotek, née Grudzińska le 17 mai 1970 à Trzebiatów, est une actrice polonaise.

## Biographie
Jolanta Mrotek est diplômée en 1991 de l'école de chant et de théâtre Danuta Baduszkowa de Gdynia.
Depuis 1990, elle se produit au théâtre musical de Gdynia, puis, en 1993 et 1994, au théâtre musical de Poznań. De 1994 à 1998, elle est actrice au théâtre Syrena de Varsovie.
À partir de 1995, elle apparaît dans l'émission Dziennik Telewizyjny de Jacek Fedorowicz (en) en tant que « Mgr Mrotek ».
De 1999 à 2001, elle est actrice au Théâtre Roma de Varsovie et en 2001 au Théâtre Nowy.
En 1999, elle joue l'un des rôles principaux de la comédie musicale Crazy For You au Théâtre musical Roma de Varsovie, dans une mise en scène de Wojciech Kępczyński (pl), une chorégraphie de Janusz Józefowicz (pl) et sous la direction musicale de Maciej Pawłowski (pl),.
De 2001 à 2014, elle est soliste au théâtre Sabat de Varsovie,,. Depuis 2002, elle joue le rôle de Halszka dans la série télévisée Klan,,,.
Elle est mariée et a un fils,,.

## Rôles au théâtre
Sauf indication contraire, les lieux mentionnées se situent à Varsovie
- 1990 : Oliver!, Théâtre Musical de Gdynia ;
- 1991 : Żołnierz królowej Madagaskaru : madame Halineczka, Théâtre Musical de Gdynia ;
- 1991 : Człowiek z La Manchy : Antonia, copine de Mauryjsk, prisonnière, Théâtre Musical de Gdynia ;
- 1992 : Opera za trzy grosze : Dolly, Théâtre Musical de Gdynia ;
- 1992 : West Side Story : Consuela, Théâtre Musical Danuta Baduszkowa de Gdynia ;
- 1994 : Student żebrak : Bronisława, Théâtre Musical de Poznań ;
- 1994 : Hrabina Marica : Liza, Théâtre Musical de Poznań ;
- 1994 : Ludożercy : Biała Lady-Balangana, Théâtre Syrena ;
- 1995 : Noc w teatrze : Ofelia, Théâtre Syrena ;
- 1995 : Książę i żebrak : Page, Théâtre Syrena ;
- 1995 : Rewia na luzie, Théâtre Syrena ;
- 1995 : Irena do, Théâtre Syrena ;
- 1996 : Królowa przedmieścia : artiste de cirque avec tambourin, Théâtre Syrena ;
- 1997 : Rozkoszna dziewczyna : Anetka, Théâtre Syrena ;
- 1997 : Człowiek we fraku, Théâtre Syrena ;
- 1998 : Biedny B.B. : mademoiselle H., Théâtre Syrena ;
- 1999 : Crazy for You : Irena Roth, Tess, Théâtre Musical Roma ;
- 1999 : Wesoła wdówka : Sylviana, Théâtre Musical Roma ;
- 2000 : Orfeusz w piekle, Théâtre Musical Roma ;
- 2001 : Zagraj to jeszcze raz, Sam : Sina, Théâtre Nowy ;
- 2001 : Rewia... moja miłość!, Théâtre Sabat ;
- 2001 : Serenada księżycowa czyli, Théâtre Sabat ;
- 2001 : Rewia Forever, Théâtre Sabat ;
- 2002 : Broadway Foksal Street : Tania, Théâtre Sabat ;
- 2004 : Witaj Europo, Théâtre Sabat ;
- 2005 : Od Chopina do Moniuszki, Théâtre Sabat ;
- 2006 : Pocałunki świata, Théâtre Sabat ;
- 2013 : Hollywood na Foksal, Théâtre Sabat.

## Filmographie

### Séries télévisées
- De 1997 à 2005 : Dziennik telewizyjny : Mgr Mrotek
- De 1998 à 1999 : Klan de Wojciech Niżyński : registraire dans une clinique médicale
- 1999 : Tygrysy Europy de Jerzy Gruza : Femme dans un club
- 2000 : Lokatorzy : Wanda
- 2000 : Przeprowadzki de Michał Kwieciński : Secrétaire
- 2000 : 13 Posterunek 2 de Maciej Ślesicki : Isaura
- 2000 : M jak Miłość : Grażyna Lewandowska
- 2001 : Decyzja należy do ciebie
- De 2002 à 2003 : Samo życie de Jacek Sołtysiak : Grażyna Janicka, médecin cardiologue
- depuis 2002 : Klan de Wojciech Niżyński : Arleta Halszka Kosicka
- 2003 : Tygrysy Europy 2 de Jerzy Gruza : Jola, secrétaire de Chodźka
- 2005 : Pensjonat pod Różą : Krasucka, mère de Mark
- De 2007 à 2009 : Tylko miłość de Tomasz Szafrański : Marzena, ancienne journaliste de télévision ; dj de la radio Freak ; amie de Karolina Tudor
- 2009 : Przeznaczenie de Mariusz Palej : Kalina, amie de Basia
- 2011 : Plebania : Ela Plutecka
- 2011 : Instynkt de Patryk Vega : Krystyna Bieniek, mère de Marcin
- 2012 : Komisarz Alex de Krzysztof Lang : Lidia Siwiec, propriétaire d'un Spa
- 2013 : Rodzinka.pl de Patrick Yoka : Mère (épisode 94)
- 2014 : Ojciec Mateusz : Hanna, collègue de Natalia

### Films
- 1988 : La cambiale di matrimonio de Claus Viller : rôle principal
- 1992 : Żołnierz królowej Madagaskaru de Jerzy Gruza : Halineczka
- 2001 : Gulczas, a jak myślisz... de Jerzy Gruza
- 2001 : Przychodnia każdego przechodnia de Marcin Baczyński
- 2002 : E=mc² d'Olaf Lubaszenko
- 2002 : Yyyreek!!! Kosmiczna nominacja de Jerzy Gruza : secrétaire du président d'une chaîne de télévision
- 2005 : Rajustopy de Robert Wist : Beata, amante de Piotr
- 2005 : Lawsorant de Mikołaj Haremski
- 2007 : Ryś de Stanisław Tym